# 浦添朝喬
浦添 朝喬（うらそえ ちょうきょう、正徳7年（1512年） - 万暦4年4月20日（1576年5月28日））は、琉球王国第二尚氏王統の人。向氏小禄御殿の二世。唐名は尚弘業。童名を松金。尚維衡・浦添王子朝満の長男。
父の尚維衡・浦添王子朝満は、第二尚氏王統の第3代国王尚真王の世子であったが廃嫡され、王位を継がなかった。朝喬はその父のあとを継ぎ浦添間切の按司地頭となるが、父と同じく隠遁生活を送っていたのか、さしたる功績も残さず没している。

## 系譜
父の尚維衡・浦添王子朝満の長男として生まれる。母は呉起良・花城親方宗義の娘。
室は尚真王の七男の尚源道・豊見城王子の娘であり、いとこどうしの婚姻をしている。室との間に六男三女をもうけるが、長男の尚懿・与那城王子朝賢の子、つまり長孫の尚寧は第二尚氏王統の第7代国王となった。また三男の尚弘徳・羽地王子朝元は、妹の峯間聞得大君の家統をついだ。その家はのちに摂政を務める向象賢・羽地按司朝秀を出すことになる名家となり、廃藩まで御殿家の家格を守っている。
- 父：尚維衡・浦添王子朝満　（向氏小禄御殿元祖）
- 母：思乙金按司　（号は圭臺。父は呉起良・花城親方宗義）
  - 妹（長女）：童名不詳・峯間聞得大君　（未婚）
  - 弟（次男）：尚弘禧・佐敷王子朝雄
  - 弟（三男）：向弘瑞・安波茶按司朝孝
  - 妹（次女）：童名不詳・首里宇和茂理按司

- 室：思乙金　（号は慈光。父は尚源道・豊見城王子）
  - 長男：尚懿・与那城王子朝賢　（後に王号を追贈）
    - 長孫：尚寧　（第二尚氏王統の第7代国王）

  - 次男：向秉義・豊見城按司朝重
  - 三男：尚弘徳・羽地王子朝元　（羽地御殿元祖）
  - 四男：向秉禮・勝連按司朝久
  - 五男：向秉知・勝連按司朝綱
  - 六男：向里瑞・浦添親方朝師
  - 長女：童名不詳・世治新君按司　（呉啓元・国頭親方先元に嫁ぐ）
  - 次女：童名不詳・君清良按司　（馬順徳・国頭按司正格に嫁ぐ）
  - 三女：童名不詳・君加那志按司　（安波根親方に嫁ぐ）

## 経歴（月日は旧暦）
- 1512年（正徳7年）　生まれる。
- 1522年-1566年（嘉靖年間）　父の尚維衡・浦添王子朝満のあとを継ぎ、浦添間切総地頭となる（→浦添王子朝喬）。
- 1540年（嘉靖19年）11月11日　父の尚維衡・浦添王子朝満が亡くなる。
- 1546年（嘉靖25年）　次男の向秉義・豊見城按司朝重が生まれる。
- 1550年（嘉靖29年）　四男の向秉禮・勝連按司朝久が生まれる。
- 1552年（嘉靖31年）　五男の向秉知・勝連按司朝綱が生まれる。
- 1576年（万暦4年）　4月20日　亡くなる（享年65）。